# Udea soratalis
Udea soratalis is een vlinder uit de familie van de grasmotten (Crambidae). De wetenschappelijke naam van deze soort is voor het eerst voorgesteld door Eugene Gordon Munroe in een publicatie uit 1967.
De soort komt voor in Bolivia en is vernoemd naar de plaats waar deze voor het eerst is ontdekt (Sorata).